# Liste des membres du conseil régional de Picardie de 1992 à 1998
Cet article dresse la liste des 57 membres du conseil régional de Picardie élus lors de l'élection régionale de 1992 en Picardie, ainsi que les changements intervenus en cours de mandature.

## Conseil issu des élections de 1992 et changements

### Liste et groupes
| Dép.  | Liste                          | Nom                     |  | Parti                                 | Groupe                | Changements                                |
| ----- | ------------------------------ | ----------------------- |  | ------------------------------------- | --------------------- | ------------------------------------------ |
| Aisne | Union pour la Picardie         | Charles Baur            |  | UDF-FD (UDF-PSD jusqu'en 1995)        | Intergroupe UDF-RPR   |                                            |
| Aisne | Union pour la Picardie         | Pierre André            |  | RPR                                   | Intergroupe UDF-RPR   |                                            |
| Aisne | Union pour la Picardie         | Philippe Douchain       |  | RPR                                   | Intergroupe UDF-RPR   |                                            |
| Aisne | Union pour la Picardie         | Dominique Guillemot     |  | UDF-AD                                | Intergroupe UDF-RPR   |                                            |
| Aisne | Union pour la Picardie         | Georges Lapeyrie        |  | RPR                                   | Intergroupe UDF-RPR   |                                            |
| Aisne | Union pour la Picardie         | France Mathieu          |  | UDF-AD                                | Intergroupe UDF-RPR   |                                            |
| Aisne | Picardie, plus fort la vie     | Michel Vignal           |  | MDC (PS jusqu'en 1993)                | Socialiste            |                                            |
| Aisne | Picardie, plus fort la vie     | Maurice Vatin           |  | PS                                    | Socialiste            |                                            |
| Aisne | Picardie, plus fort la vie     | ... ...                 |  | PS                                    | Socialiste            |                                            |
| Aisne | Front national                 | Wallerand de Saint-Just |  | FN                                    | Front national        |                                            |
| Aisne | Front national                 | Colette Fecci-Pinatel   |  | FN                                    | Front national        |                                            |
| Aisne | Parti communiste français      | Gérard Lalot            |  | PCF                                   | Communiste            |                                            |
| Aisne | Parti communiste français      | Claude Tournay          |  | PCF                                   | Communiste            |                                            |
| Aisne | Les Verts                      | Jacques Samyn           |  | Les Verts                             | Écologie indépendante |                                            |
| Aisne | Les Verts                      | Catherine Arribas       |  | Les Verts                             | Écologie indépendante |                                            |
| Aisne | Génération écologie            | Hubert de Bruyn         |  | GÉ                                    | Génération écologie   |                                            |
| Aisne | Chasse-pêche-nature-traditions | Alain Betems            |  | CPNT                                  | C.P.N.T.              |                                            |
| Oise  | Union pour la Picardie         | Olivier Dassault        |  | RPR                                   | Intergroupe UDF-RPR   | Démissionne en 1994 pour cumul des mandats |
| Oise  | Union pour la Picardie         | Pierre Boquet           |  | UDF-DL (UDF-PR jusqu'en 1997)         | Intergroupe UDF-RPR   |                                            |
| Oise  | Union pour la Picardie         | Patrice Fontaine        |  | RPR                                   | Intergroupe UDF-RPR   |                                            |
| Oise  | Union pour la Picardie         | François-Michel Gonnot  |  | UDF-DL (UDF-PR jusqu'en 1997)         | Intergroupe UDF-RPR   |                                            |
| Oise  | Union pour la Picardie         | Claude du Granrut       |  | UDF-FD (UDF-CDS jusqu'en 1995)        | Intergroupe UDF-RPR   |                                            |
| Oise  | Union pour la Picardie         | Bertrand Labarre        |  | RPR                                   | Intergroupe UDF-RPR   |                                            |
| Oise  | Union pour la Picardie         | Patrick Malaizé         |  | UDF-DL (UDF-PR jusqu'en 1997)         | Intergroupe UDF-RPR   |                                            |
| Oise  | Union pour la Picardie         | Michel Souplet          |  | UDF-FD (UDF-CDS jusqu'en 1995)        | Intergroupe UDF-RPR   |                                            |
| Oise  | Union pour la Picardie         | Éric Woerth             |  | RPR                                   | Intergroupe UDF-RPR   |                                            |
| Oise  | Union pour la Picardie         | Guy Desessart           |  | FN (CNIP jusqu'en 1997)               | Intergroupe UDF-RPR   | Remplace Olivier Dassault en 1994          |
| Oise  | Front national                 | Pierre Descaves         |  | FN                                    | Front national        |                                            |
| Oise  | Front national                 | Philippe Evrard         |  | FN                                    | Front national        |                                            |
| Oise  | Front national                 | Michel Guiniot          |  | FN                                    | Front national        |                                            |
| Oise  | Front national                 | Katherine d'Herbais     |  | FN                                    | Front national        |                                            |
| Oise  | Picardie, plus fort la vie     | Walter Amsallem         |  | PS                                    | Socialiste            |                                            |
| Oise  | Picardie, plus fort la vie     | Christian Grimbert      |  | PS                                    | Socialiste            |                                            |
| Oise  | Picardie, plus fort la vie     | Daniel Poujaud          |  | PS                                    | Socialiste            |                                            |
| Oise  | Picardie, plus fort la vie     | Guy Vadepied            |  | PS                                    | Socialiste            |                                            |
| Oise  | Génération écologie            | Lionel Storélu          |  | GÉ                                    | Génération écologie   |                                            |
| Oise  | Génération écologie            | Christian Filippi       |  | GÉ                                    | Génération écologie   |                                            |
| Oise  | Parti communiste français      | Maurice Bambier         |  | PCF                                   | Communiste            | Décédé le 2 mars 1994                      |
| Oise  | Parti communiste français      | Gilles Masure           |  | PCF                                   | Communiste            |                                            |
| Oise  | Parti communiste français      | ... ...                 |  | PCF                                   | Communiste            | Remplace Maurice Bambier                   |
| Oise  | Les Verts                      | André Pauquet           |  | Les Verts                             | Écologie indépendante |                                            |
| Oise  | Les Verts                      | Georges Toutain         |  | Les Verts                             | Écologie indépendante |                                            |
| Somme | Union pour la Picardie         | Gilles de Robien        |  | UDF-PR                                | Intergroupe UDF-RPR   | Démissionne le 3 avril 1992                |
| Somme | Union pour la Picardie         | Jérôme Bignon           |  | RPR                                   | Intergroupe UDF-RPR   | Élu député, démissionne le 17 avril 1993   |
| Somme | Union pour la Picardie         | Alain Gest              |  | UDF-PR                                | Intergroupe UDF-RPR   | Élu député, démissionne le 30 mai 1993     |
| Somme | Union pour la Picardie         | Thérèse Hart            |  | RPR                                   | Intergroupe UDF-RPR   |                                            |
| Somme | Union pour la Picardie         | Pierre Classen          |  | UDF-PSD                               | Intergroupe UDF-RPR   | Décédé le 6 juillet 1993                   |
| Somme | Union pour la Picardie         | Gautier Audinot         |  | RPR                                   | Intergroupe UDF-RPR   |                                            |
| Somme | Union pour la Picardie         | Jean-Claude Broutin     |  | UDF-FD (UDF-CDS jusqu'en 1995)        | Intergroupe UDF-RPR   |                                            |
| Somme | Union pour la Picardie         | Jacques Fourdinier      |  | UDF-AD                                | Intergroupe UDF-RPR   | Remplace Gilles de Robien le 4 avril 1992  |
| Somme | Union pour la Picardie         | Brigitte Fouré          |  | UDF-DL (CNI jusqu'en 94, PR en 94-97) | Intergroupe UDF-RPR   | Remplace Jérôme Bignon le 18 avril 1993    |
| Somme | Union pour la Picardie         | Stéphane Demilly        |  | UDF-FD (UDF-CDS jusqu'en 1995)        | Intergroupe UDF-RPR   | Remplace Alain Gest le 31 mai 1993         |
| Somme | Union pour la Picardie         | Roger Mezin             |  | RPR                                   | Intergroupe UDF-RPR   | Remplace Pierre Classen le 6 juillet 1993  |
| Somme | Picardie, plus fort la vie     | Francis Lecul           |  | PS                                    | Socialiste            |                                            |
| Somme | Picardie, plus fort la vie     | Lise Rochowiak          |  | PS                                    | Socialiste            |                                            |
| Somme | Chasse-pêche-nature-traditions | Michel Blondin          |  | CPNT                                  | C.P.N.T.              |                                            |
| Somme | Chasse-pêche-nature-traditions | Hubert Balédent         |  | CPNT                                  | C.P.N.T.              |                                            |
| Somme | Front national                 | Lionel Payet            |  | FN                                    | Front national        |                                            |
| Somme | Front national                 | Raynald Brasseur        |  | FN                                    | Front national        |                                            |
| Somme | Parti communiste français      | Gérald Maisse           |  | PCF                                   | Communiste            | Démissionne le 12 juin 1995                |
| Somme | Parti communiste français      | Chantal Leblanc         |  | PCF                                   | Communiste            |                                            |
| Somme | Parti communiste français      | Noël Ricouard           |  | PCF                                   | Communiste            | Remplace Gérald Maisse le 13 juin 1995     |
| Somme | Les Verts                      | Jean-Jacques Bertrand   |  | Les Verts                             | Ecologie indépendante |                                            |
| Somme | Génération écologie            | Hubert Delarue          |  | GE                                    | Génération écologie   |                                            |

## Historique

### Nombre d'élus le 22 mars 1992

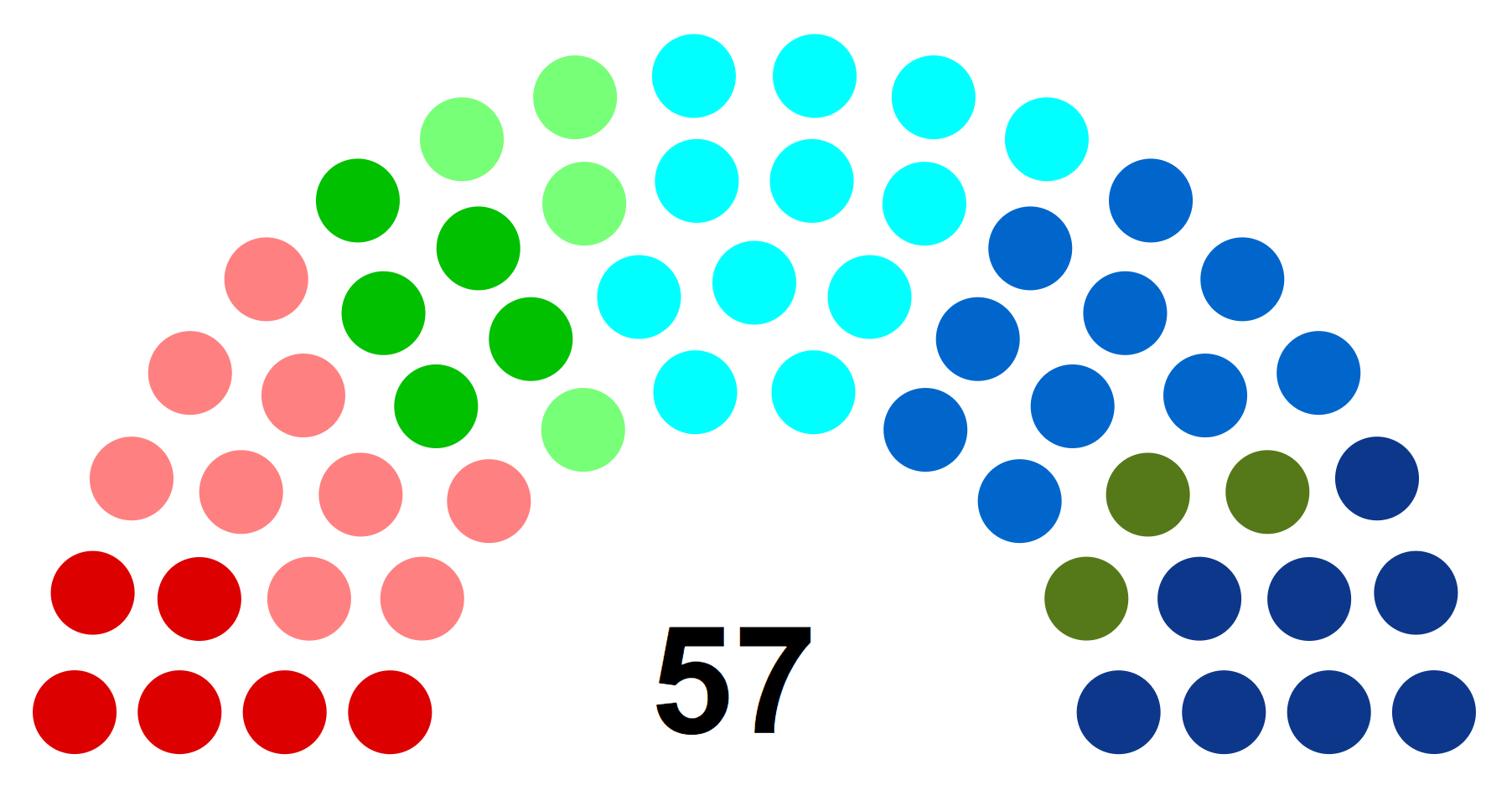
Composition du conseil régional en mars 1992

|            |                                     | 02 | 60 | 80 | TOTAL | Listes de 1992                    |
|            | Rassemblement pour la République    | 3  | 4  | 3  | 10    | Union pour la Picardie 22         |
|            | UDF - Parti républicain             | /  | 3  | 2  | 5     | Union pour la Picardie 22         |
|            | UDF - Centre des démocrates sociaux | /  | 2  | 1  | 3     | Union pour la Picardie 22         |
|            | UDF - Parti social-démocrate        | 1  | /  | 1  | 2     | Union pour la Picardie 22         |
|            | UDF - Adhérents directs             | 2  | /  | /  | 2     | Union pour la Picardie 22         |
|            | Parti socialiste                    | 3  | 4  | 2  | 9     | Picardie, plus fort la vie 9      |
|            | Front national                      | 2  | 4  | 2  | 8     | Front national 8                  |
|            | Parti communiste français           | 2  | 2  | 2  | 6     | Parti communiste français 6       |
|            | Les Verts                           | 2  | 2  | 1  | 5     | Les Verts 5                       |
|            | Génération écologie                 | 1  | 2  | 1  | 4     | Génération écologie 4             |
|            | Chasse, pêche, nature et traditions | 1  | /  | 2  | 3     | Chasse-pêche- nature-traditions 3 |
| TOTAL ÉLUS | TOTAL ÉLUS                          | 17 | 23 | 17 | 57    |                                   |

### Nombre d'élus en février 1998

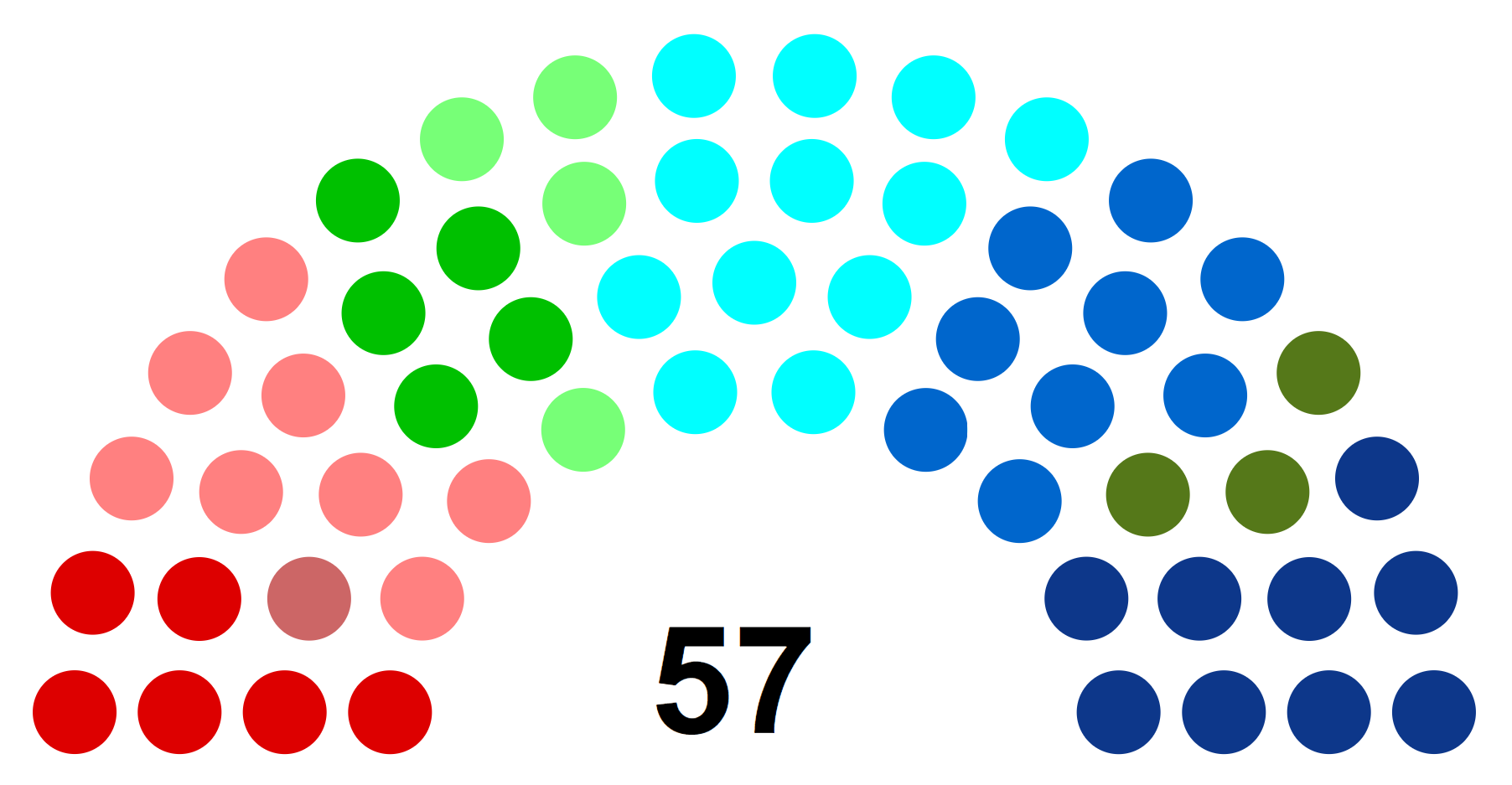
Composition du conseil régional en février 1998

|            |                                     | 02 | 60 | 80 | TOTAL | Listes de 1992                    |
|            | Rassemblement pour la République    | 3  | 3  | 3  | 9     | Union pour la Picardie 22         |
|            | UDF - Force démocrate               | 1  | 2  | 2  | 5     | Union pour la Picardie 22         |
|            | UDF - Démocratie libérale           | /  | 3  | 1  | 4     | Union pour la Picardie 22         |
|            | UDF - Adhérents directs             | 2  | /  | 1  | 3     | Union pour la Picardie 22         |
|            | Front national                      | /  | 1  | /  | 1     | Union pour la Picardie 22         |
|            | Parti socialiste                    | 2  | 4  | 2  | 8     | Picardie, plus fort la vie 9      |
|            | Mouvement des citoyens              | 1  | /  | /  | 1     | Picardie, plus fort la vie 9      |
|            | Front national                      | 2  | 4  | 2  | 8     | Front national 8                  |
|            | Parti communiste français           | 2  | 2  | 2  | 6     | Parti communiste français 6       |
|            | Les Verts                           | 2  | 2  | 1  | 5     | Les Verts 5                       |
|            | Génération écologie                 | 1  | 2  | 1  | 4     | Génération écologie 4             |
|            | Chasse, pêche, nature et traditions | 1  | /  | 2  | 3     | Chasse-pêche- nature-traditions 3 |
| TOTAL ÉLUS | TOTAL ÉLUS                          | 17 | 23 | 17 | 57    |                                   |

### Évolution de l'assemblée régionale

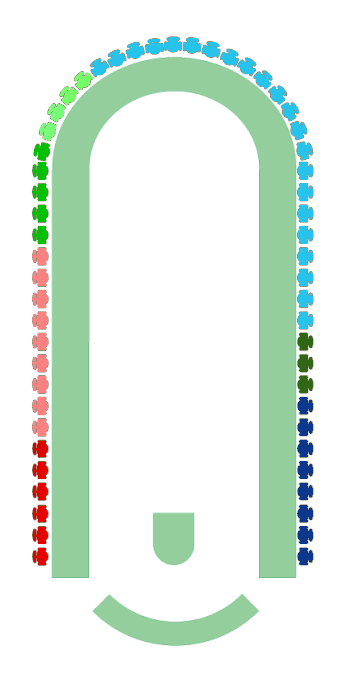
1992-1998

|                  | Groupe | Groupe | Groupe | Groupe  | Groupe | Groupe | Groupe | Groupe |
| COM              | SOC    | ÉI     | GÉ     | UDF-RPR | CPNT   | FN     |        |        |
| ---------------- | ------ | ------ | ------ | ------- | ------ | ------ | ------ | ------ |
|                  |        |        |        |         |        |        |        |        |
| 1er avril 1992   | 6      | 9      | 5      | 4       | 22     | 3      | 8      |        |
| 1er janvier 1993 | 6      | 9      | 5      | 4       | 22     | 3      | 8      |        |
| 1er janvier 1994 | 6      | 9      | 5      | 4       | 22     | 3      | 8      |        |
| 1er janvier 1995 | 6      | 9      | 5      | 4       | 22     | 3      | 8      |        |
| 1er janvier 1996 | 6      | 9      | 5      | 4       | 22     | 3      | 8      |        |
| 1er janvier 1997 | 6      | 9      | 5      | 4       | 22     | 3      | 8      |        |
| 1er janvier 1998 | 6      | 9      | 5      | 4       | 22     | 3      | 8      |        |

- 1992-1998